# Rauma
Rauma város Finnország nyugati partvidékén, a Satakunta régióban (svédül Raumo). A várost 1442-ben alapították, lakossága 39 836. Rauma egyike a hat középkori finnországi városnak.
Raumában két UNESCO világörökségi helyszín található, Rauma óvárosa és Sammallahdenmäki bronzkori temetője.
Testvérvárosa Magyarországon Kaposvár.